# Uncial 085
Uncial 085 (numeração de Gregory-Aland), ε 23 (von Soden), é um manuscrito uncial grego do Novo Testamento. A paleografia data o codex para o século 6.

## Descoberta
Codex contém o texto do Evangelho de Mateus (20,3-32; 22,3-16) em 3 folhas de pergaminho (24 x 21). O texto está escrito com duas colunas por página, contendo 27 linhas cada.
O texto grego desse códice é um representante do Texto-tipo Alexandrino. Aland colocou-o na Categoria II.
O manuscrito foi escrito em mosteiro copta.
Actualmente acha-se no Biblioteca Nacional Russa (Gr. 714) em São Petersburgo.